# Gutenprint
Gutenprint (изначально Gimp-Print) — коллекция свободных драйверов принтеров для использования в UNIX-системах при помощи CUPS, lpr или LPR. Эти драйверы предоставляют услуги печати для Unix-подобных систем (включая Linux и macOS), RISC OS и Haiku.

## Описание
Изначально разрабатываемый как плагин для GIMP, впоследствии стал более универсальным инструментом, используемый другими программами и операционными системами (macOS и Windows).
Драйверы Gutenprint поддерживают печать с высоким разрешением с фотореалистичным качеством печати и предлагают коррекцию цвета для различных типов носителей (например, глянцевая фотобумага), а также определяемую пользователем коррекцию цвета такие как:
- яркость;
- контрастность;
- насыщенность;
- плотность краски

Поддерживают дополнительные функции, такие как выбор лотка для бумаги и печать на компакт-диск.
В очередную операционную систему Mac OS X, Apple не добавил драйверы принтера, заявив, что их производство — это задача производителя принтера. Поскольку Apple использовала систему CUPS в качестве ядра своей системы печати, Gimp-Print компенсировал недостачу.
В Gutenprint более 1300 драйверов для принтеров Apollo, Apple, Brother, Canon, Citizen, Compaq, Dai Nippon, DEC, Epson, Fujifilm, Fujitsu, Gestetner, HP, IBM, Infotec, Kodak, Kyocera, Lanier, Lexmark, Minolta, NEC, NRG, Oki, Olivetti, Olympus, Panasonic, PCPI, Raven, Ricoh, Samsung, Savin, Seiko, Sharp, Shinko, Sony, Star, Tally, Tektronix и Xerox.
Так как многие пользователи называли его Gimp, он был переименован в Gutenprint, чтобы дистанцироваться от GIMP. Имя Gutenprint связано с Иоганном Гутенбергом, изобретателем печатного станка с подвижным шрифтом.

## Epson backend
Бек-энд Epson находится в активной разработке - в каждый новый выпуск добавляются новые принтеры, исправляются ошибки, расширяются возможности.

## Canon backend
Бэк-энд Canon также находится в активной разработке. Каждый новый выпуск включает новые принтеры, исправления ошибок и расширения возможностей. 
В принтерах Canon используются интеллектуальные печатающие головки, контролирующие качество конечного вывода с учетом метаданных, которые отправляются драйвером на принтер. Это позволяет не только определять качество печати по разрешению, но и настраивать качество «режима разрешения» (одновременно доступно до 5 настроек качества). 
Параметром разрешения в выходных данных драйвера является мета-разрешение (обычно это 300 или 600 точек на дюйм, иногда 1200 точек на дюйм) для определенных монохромных или высококачественных фоторежимов на ограниченном количестве принтеров. 
Микропрограммное обеспечение управляет печатающей головкой и создает физический вывод чернил, создавая заявленное разрешение. Варианты качества печати зависят от ряда параметров: носитель печати; варианты печати: двусторонняя или односторонняя, без полей или с полями, цветная или монохромная; выбор набора чернил и выбор картриджа. Таким образом, существует ряд доступных «режимов разрешения» для каждого носителя, доступность некоторых из них зависит от других параметров, которые устанавливаются в задании для печати.
Поскольку в Gutenprint все параметры доступны через PPD, драйвер выбирает необходимые значения "по умолчанию" в тех случаях, когда пользовательские настройки противоречат друг другу. Приоритеты, в данном случае, следующие: тип носителя, режим разрешения, выбор картриджа, выбор набора чернил, выбор двусторонней печати. Если драйвер обнаруживает конфликт параметров, то режим разрешения и другие параметры устанавливаются в соответствии с указанным выше приоритетом, и выполняется замена режима разрешения. Это происходит, чтобы попытаться сохранить требуемое качество, которое было запрошено изначально.
Выбор "без полей", добавленный в версии 5.2.9, не является частью алгоритма приоритезации и замены. На данный момент, для обнаружения подходящих для этого режимов и носителей, было проанализировано лишь небольшое количество принтеров.

## Unmaintained backends
Бэк-энд PCL, color laser и Lexmark в настоящее время не обслуживаются. Довольно часто принтеры, которые будут использовать этот Бэк-энд могут иметь возможности эмуляции для других языков, в частности для Postscript. В таком случае принтер можно настроить для использования стандартного драйвера Postscript.

## Лицензия
Gutenprint — это бесплатное программное обеспечение с открытым исходным кодом, опубликованное в соответствии со Стандартной общественной лицензией GNU. Эта лицензия позволяет копировать, модифицировать и повторно использовать код, но требует публикации производного программного обеспечения под той же лицензией. Однако для взаимодействия с системой печати ОС RISC требуется уровень интерфейса, который в настоящее время доступен только сторонникам проекта. В долгосрочной перспективе вполне возможно, что система станет полностью бесплатным драйвером принтера для ОС RISC, которым смогут пользоваться все, но на данный момент только те, кто пожертвовал, могут использовать это программное обеспечение.